# Snob (glazbeni sastav)
Snob (S.N.O.B. ?), hrvatski punk rock sastav iz Koprivnice. Četvorica su članova. Aktivni su od 2002. godine. Svirali su hardcore/punk kvarteta pod imenom Pillow Pack. Promijenili su stil glazbe te od 2008. skupa time su odlučili promijeniti i ime, te su se prozvali Snob. Sviraju metalizirani hardcore pod utjecajem sastava kao što su Thrice, Propagandhi, Shai Hulud, boysetsfire, Integrity i Mastodon. 2012. godine im je za koprivničku nezavisnu etiketu RockLive izašao album prvijenac Earn Your Spine, koji se može besplatno skinuti s njihove web stranice. Snimili su spotove za nekoliko pjesama.

## Diskografija
- Earn Your Spine, studijski album, RockLive, 2012.

## Vanjske poveznice
- Facebook
- Facebook
- SoundCloud
- YouTube